# Сокол (Казахстан)
Со́кол (каз. Сокол) — село у складі Узункольського району Костанайської області Казахстану. Входить до складу Федоровського сільського округу.
Населення — 399 осіб (2021; 775 у 2009, 838 у 1999, 1018 у 1989).